# Mineur septiemakkoord
Het mineur septiemakkoord of klein septiemakkoord is een vierklank die bestaat uit de grondtoon, de kleine terts, de reine kwint en de kleine septiem. Het akkoordsymbool voor de notatie in het geval van bijvoorbeeld mineur-septiem akkoord van C is Cm7 of Cmin7.
Het mineur septiemakkoord is te vinden op de tweede, de derde en de zesde trap van de grotetertstoonladder en op de vierde trap in de kleinetertstoonladder met harmonische wending. Het C-mineur septiemakkoord bestaat dan uit C (grondtoon) es (kleine terts), g (reine kwint) en bes (kleine septiem).